# Акенґбой
Акенґбой (д/н — бл. 1675) — 11-й великий оба (володар) держави Едо в 1669—1675 роках.

## Життєпис
Походив з однієї з молодших гілкох Другої династії. Про нього обмаль відомостей. 1669 року після загибелі Акензае отримав трон. Не зміг зупинити простояння між знаттю (узама). Наслідком цього стало розпад Бенінської імперії: усі васали стали незалежними, номінально визнаючи зверхність великого оби. Акенґбой відзначився лише своєю зачіскою на кшталт дредів, що отримала назву аґбігіаґв (вона збереглася до теперішнього часу).
Помер або був повалений 1675 року. Новим великою обою обирається Акенкпає.